# Naarda xanthopis
Naarda xanthopis is een vlinder uit de familie spinneruilen (Erebidae). De wetenschappelijke naam is voor het eerst geldig gepubliceerd in 1902 door Hampson.
De soort komt voor in het Afrotropisch gebied.